# Cabimas (stad)
Cabimas is een stad in de Venezolaanse staat Zulia aan de oostkust van het Meer van Maracaibo. De stad heeft 280.000 inwoners. Het is de hoofdplaats van de gelijknamige gemeente.
In 1922 werd hier door Venezuelan Oil Concessions (VOC) het La Rosa-veld aangeboord. Put Barroso II spuwde negen dagen lang 100.000 vaten olie per dag tot de blow-out gestopt werd. Het zette de ontwikkeling in van de olie-industrie in Venezuela.
De plaats is de zetel van het rooms-katholieke bisdom Cabimas.